# Herbert Leupold
Herbert Leupold (ur. 20 czerwca 1908 w Walimiu, zm. 22 grudnia 1942 w miejscowości Nawaginskaja) – niemiecki biegacz narciarski reprezentujący III Rzeszę, srebrny medalista mistrzostw świata.

## Kariera
Igrzyska olimpijskie w Garmisch-Partenkirchen w 1936 roku były pierwszymi i zarazem ostatnimi w jego karierze. Wraz z kolegami z reprezentacji zajął tam szóste miejsce w sztafecie 4 × 10 km. Na tych samych igrzyskach wystartował w pokazowych zawodach patrolu wojskowego, w których reprezentacja III Rzeszy zajęła piąte miejsce.
W 1933 roku wystartował na mistrzostwach świata w Innsbrucku zajmując czwarte miejsce w sztafecie. Rok później, podczas mistrzostw w Sollefteå osiągnął swój największy sukces wspólnie z Josefem Schreinerem, Walterem Motzem i Willym Bognerem zdobywając srebrny medal w sztafecie. Startował także na mistrzostwach świata w Wysokich Tatrach, gdzie zajął po raz kolejny czwarte miejsce w sztafecie. Wziął ponadto udział w mistrzostwach w Lahti w 1938 roku zajmując 94. miejsce w biegu na 18 km.
W czasie II wojny światowej walczył po stronie niemieckiej. Zginął 22 grudnia 1942 roku w rejonie stacji Nawaginskaja w Kraju Krasnodarskim.
Ponadto Leupold był mistrzem Niemiec w biegu na 50 km w latach: 1936, 1937 i 1939.

## Osiągnięcia

### Igrzyska olimpijskie
| Miejsce | Dzień     | Rok  | Miejscowość            | Konkurencja        | Wynik     | Strata     | Zwycięzca |
| ------- | --------- | ---- | ---------------------- | ------------------ | --------- | ---------- | --------- |
| 6.      | 10 lutego | 1936 | Garmisch-Partenkirchen | Sztafeta 4 × 10 km | 2:41:33 h | +13:21 min | Finlandia |

### Mistrzostwa świata
| Miejsce | Dzień     | Rok  | Miejscowość   | Konkurencja             | Czas biegu | Strata | Zwycięzca            |
| ------- | --------- | ---- | ------------- | ----------------------- | ---------- | ------ | -------------------- |
| 10.     | 13 lutego | 1931 | Oberhof       | 18 km stylem klasycznym | 1:23:43    | +5:44  | Johan Grøttumsbråten |
| 8.      | 10 lutego | 1933 | Innsbruck     | 18 km stylem klasycznym | 1:02:11    | +04:08 | Nils-Joel Englund    |
| 4.      | 12 lutego | 1933 | Innsbruck     | Sztafeta 4 × 10 km      | 2:49:00    | +9:00  | Szwecja              |
| 52.     | 22 lutego | 1934 | Sollefteå     | 18 km stylem klasycznym | 1:04:29    | ?      | Sulo Nurmela         |
| 2.      | 25 lutego | 1934 | Sollefteå     | Sztafeta 4 × 10 km      | 2:40:28    | +10:55 | Finlandia            |
| 16.     | 15 lutego | 1935 | Wysokie Tatry | 18 km stylem klasycznym | 1:27:50    | +9:50  | Klaes Karppinen      |
| 4.      | 18 lutego | 1935 | Wysokie Tatry | Sztafeta 4 × 10 km      | 2:42:30    | +8:04  | Finlandia            |
| 94.     | 25 lutego | 1938 | Lahti         | 18 stylem klasycznym    | 1:09:37    | +8:24  | Pauli Pitkänen       |
| 5.      | 28 lutego | 1938 | Lahti         | Sztafeta 4 × 10 km      | 2:38:42    | +13:22 | Finlandia            |